# Alguns cercles
Alguns cercles o Diversos cercles és un quadre d'oli sobre tela (140,3x140,7 cm) pintat entre el gener i el febrer de 1926 pel pintor rus Vassili Kandinski.
Es troba en el Museu Guggenheim de Nova York.
Influenciat per l'escola Bauhaus, pel costructivisme, pel suprematisme abans que per l'art abstracte, Kandinsky estudia la forma i el color i la seva relació. En la tela destaca un fons negre, els tons del qual segueixen harmoniosament les figures de colors. Hi destaquen alguns cercles que semblen surar en l'espai emulant els planetes que orbiten a l'univers segons les lleis d'atracció gravitatòria: alguns d'ells estan més aïllats respecte als altres que, en canvi, formen aglomerats consistents.
La superposició del cercle blau, que predomina sobre els altres per la seva grandesa, sobre un cercle blanc difuminat en el seu contorn, recorda els eclipsis lunars: amb l'ús de formes geomètriques de diferents colors, Kandinski realitza així una obra que satisfa tots els sentits, i no sols la vista.
El cercle negre que es troba dins del blau recorda els altres cercles més petits del mateix color que esquitxen tota l'obra.
Els colors es transparenten i se solapen en algun punt i és important notar l'extraordinària habilitat del pintor a l'hora de representar les variacions cromàtiques dels "cercles planetes" que se sobreposen i s'eclipsen l'un sobre l'altre, sense enfosquir-se recíprocament del tot.